# بختیارلی
بختیارلی ( ترکی آذربایجانی: Bəxtiyarlı) یک منطقهٔ مسکونی در جمهوری آرتساخ است که در استان کاشاتاق واقع شده‌است.